# Drängstuga

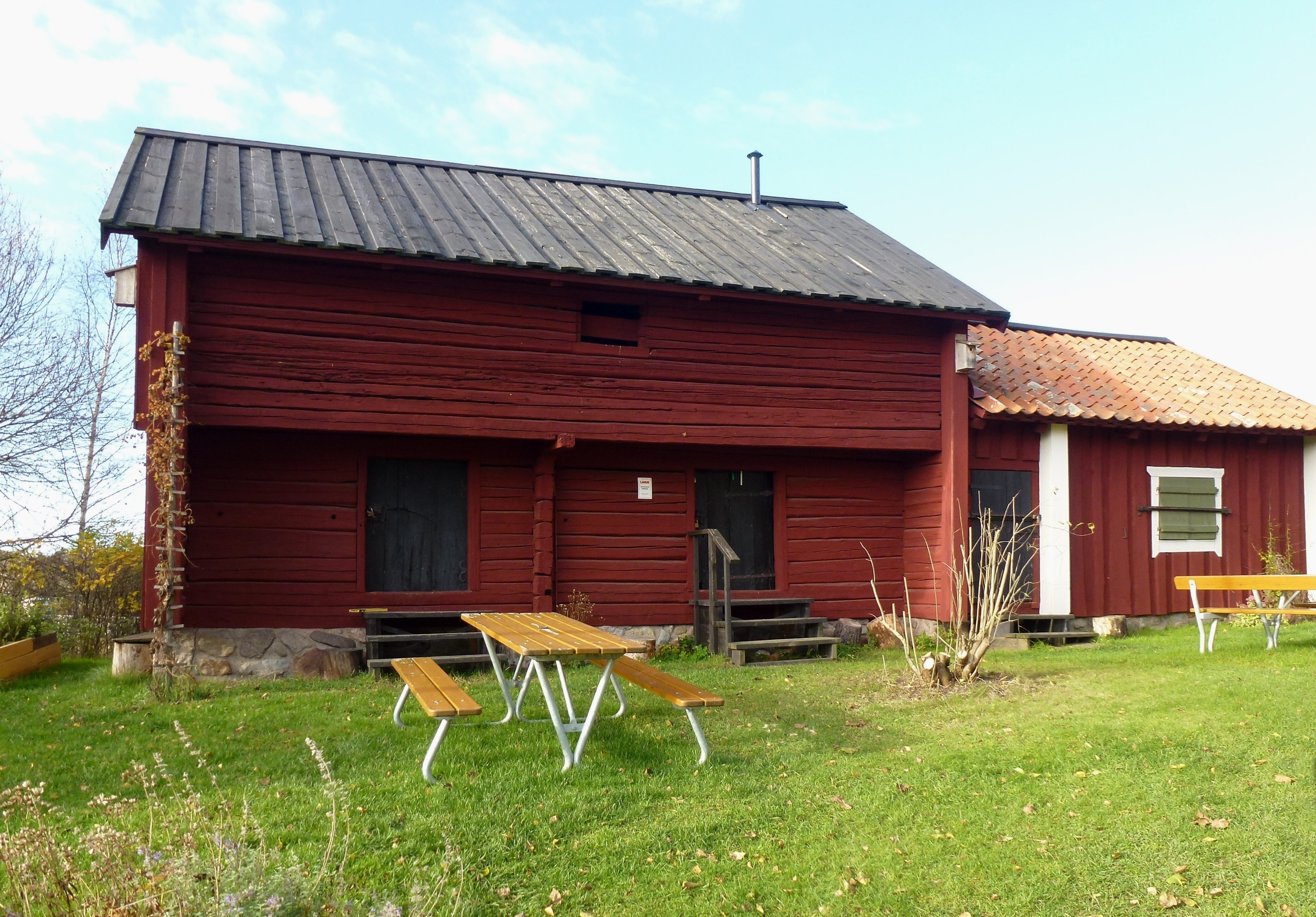
En loftbod (till vänster) och en drängstuga (till höger).

En drängstuga är en mindre stuga på en gård. Den var i äldre tid avsedd som personalbostad, till exempel för gårdens drängar. I Astrid Lindgrens böcker om Emil berättas om drängstugan, där gårdens dräng Alfred bor.

### Fotnoter
1. ↑  ”Emil i Lönneberga”. Astrid Lindgrens värld. Arkiverad från originalet den 25 oktober 2012. https://web.archive.org/web/20121025213900/http://alv.se/parken/figurer/emil-i-lonneberga. Läst 13 september 2012.